# Окский заповедник
О́кский госуда́рственный приро́дный биосфе́рный запове́дник — биосферный заповедник на территории России.
Заповедник расположен в Спасском, Клепиковском и Касимовском районах Рязанской области в юго-восточной части Мещёрской низменности. Основная часть заповедника расположена на левом берегу реки Пра. К заповеднику относятся также речки Ламша и Чёрная. Участок широчайшей поймы Оки, изобилующий пойменными озёрами, входит в охранную зону заповедника. Центральная усадьба заповедника находится в посёлке Брыкин Бор.

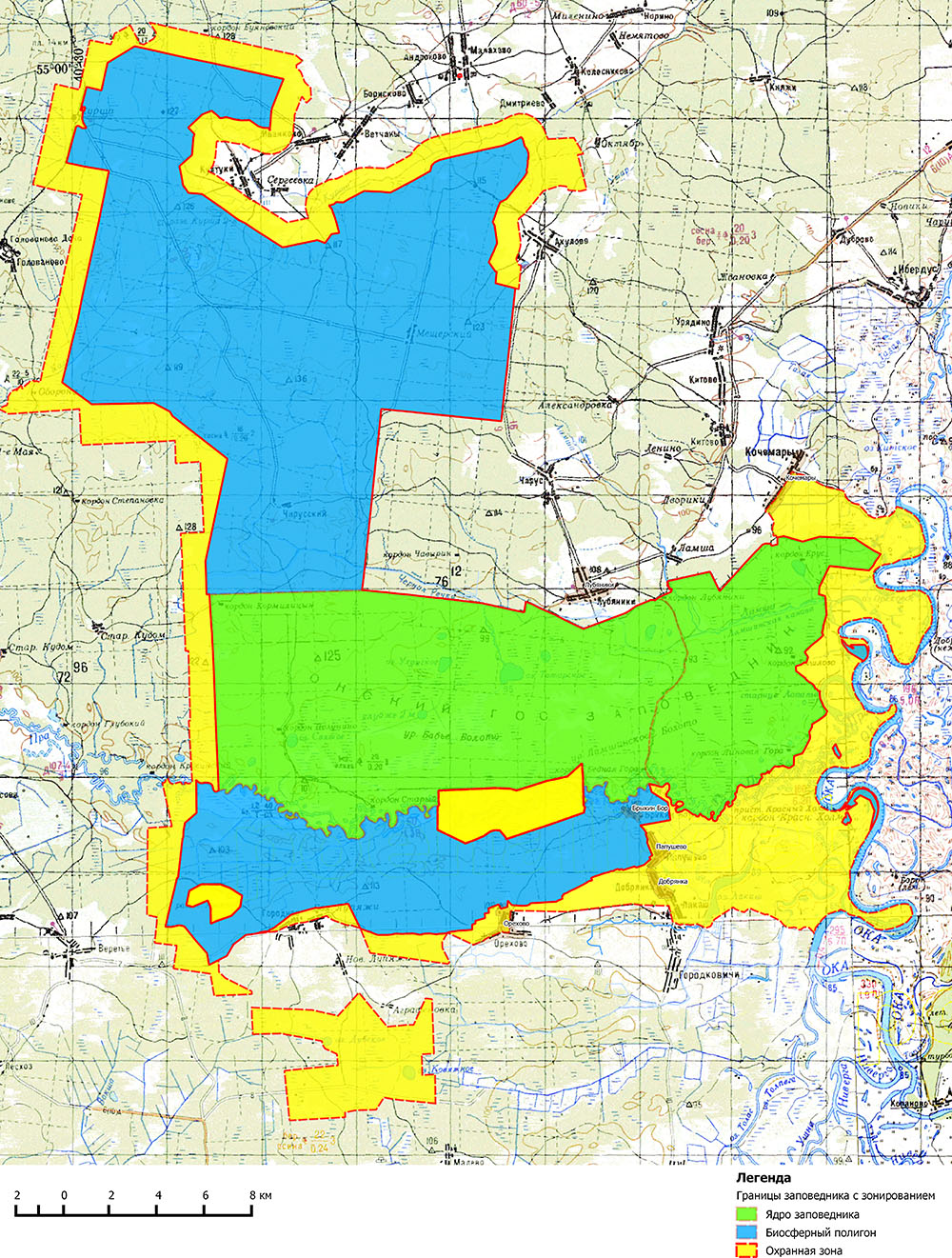
Границы Окского заповедника с выделением зон (схема на картографической основе)

Площадь заповедника — 56 027 га, в том числе:
- лес — 50 461,5 га,
- болота — 2 539,5 га,
- открытые и сухие угодья — 2 089,4 га,
- озера и реки — 637,6 га.

Вокруг заповедника установлена охранная зона 23 669 гектар.
С 13.09.1994 г. «Пойменные участки рек Пра и Ока» заповедника имеют статус водно-болотных угодий международного значения. 24.06.1986 г. Окский заповедник признан Всемирной сетью ЮНЕСКО «Человек и биосфера» (МАБ) удовлетворяющим требованиям, предъявляемым к биосферным заповедникам. В 2000 г. заповедник отнесён к ключевым орнитологическим территориям международного значения.
Заповедник характеризуется умеренно континентальным климатом. Среднегодовая температура воздуха 4,2°. Среднегодовое количество осадков составляет 534 мм.

## История

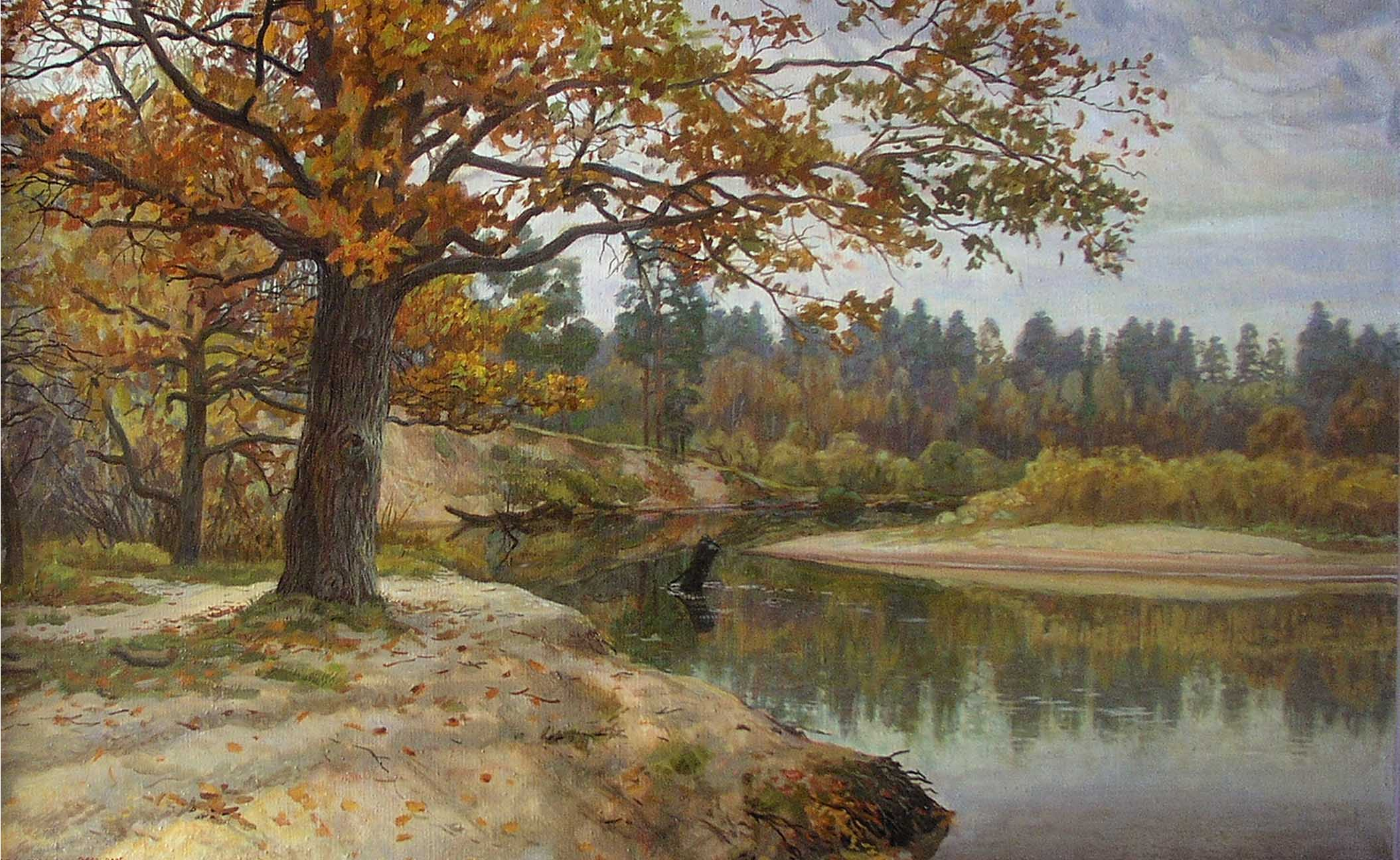
Река Пра в районе пос. Брыкин Бор территория Окского заповедника, картина 1999 года.

Окский государственный заповедник создан 10 февраля 1935 года. В мае 1939 года площадь заповедника была существенно увеличена, после чего неоднократно менялась.
Одним из основных направлений деятельности заповедника является углубленное изучение отдельных видов животных. С первых лет существования заповедника большая работа проводится по изучению и охране редчайшего зверя нашей фауны — выхухоли. Разработаны методы её количественного учёта и выяснены причины сокращения численности; даны рекомендации по восстановлению поголовья этого вида.
В 1937—1940 годах проведена реакклиматизация бобра, полностью уничтоженного в Рязанской области ещё в начале прошлого столетия. К 1950 году бобры освоили всю территорию заповедника и расселились далеко за его пределы, более 500 окских бобров отловлено и вывезено в другие области России. В настоящее время на территории ядра заповедника, северного биосферного полигона и охранной зоны насчитывается более 500 бобров.
Благодаря статусу заповедника восстановлена численность исконного обитателя мещерских лесов — лося. В первые годы образования на территории заповедника насчитывалось не более 10 голов (0,5 зверя на 1000 га), сейчас плотность его достигает 10-17 животных на 1000 га.
В 1959 году создан питомник чистокровных кавказско-беловежских зубров на территории Лакашинского лесничества, вошедшего затем в состав биосферного полигона заповедника. Для формирования племенных групп в питомник в 1959—1962 гг., 1967 и 1972—1991 гг. было завезено 19 зубров (8 самцов и 11 самок). За период с 1960 по 1994 гг. получен приплод в количестве 295 экземпляров, из которых 76,2 % благополучно выращено, 20 животных выбраковано, 167 вывезено. Пять зубров отправлено в Румынию.
Питомник редких видов журавлей был организован в составе Окского заповедника в 1979 году и явился составной частью советско-американской программы восстановления угасающей популяции эндемика России — стерха.
Первым директором питомника журавлей стал кандидат биологических наук В. Г. Панченко. Благодаря Панченко питомник приобрел свой современный вид — он организовал журавлиный инкубаторий, вольеры для маточного поголовья журавлей. При Панченко В. Г. журавлей стали искусственно осеменять и получать большое количество птенцов, которых стали реинтродуцировать обратно в природу. Изучение биологии, поведения, содержания, разведения, реабилитации и ветеринарии журавлей наряду с постройкой и функционированием журавлиного питомника стали огромной заслугой Панченко В. Г. в деле сохранения журавлей России.
За время работы питомника получен и выращен приплод более 200 птиц.
В 1985 году заповеднику был присвоен статус биосферного.
В 1995 году заповеднику присужден диплом категории «А» Совета Европы.
В 2010 году к заповеднику был присоединён Государственный природный заказник федерального значения «Рязанский», в виде самостоятельной единицы.

## Деятельность
В деятельности Окского заповедника всегда было выражено экспериментальное начало. Центральная орнитологическая станция, организованная в 1956 году, разрабатывала методики массового мечения птиц, учёта их численности и добычи, изучала миграции. Специальная группа биологической съёмки много сделала для совершенствования способов учёта охотничьих животных, определения их ресурсов. В питомнике беловежско-кавказских зубров исследуют биологию и проблемы восстановления поголовья этих животных. В последние годы энергичен журавлиный питомник, в задачи которого входит разработка методов сохранения и увеличения численности редких видов журавля. В 1980-е исследования велись в содружестве с американскими орнитологами.
Заповедник тесно сотрудничает со многими научно-исследовательскими, высшими учебными заведениями, учеными и популяризаторами экологических знаний. Один из ученых-зоологов, специалист по хищным птицам, профессор МПГУ, доктор наук Галушин Владимир Михайлович. Несколько десятков лет он привозил студентов Московского Педагогического Государственного Университета (ранее Московский Государственный Педагогический Институт им. Ленина), на полевую практику в заповедные места.
В настоящее время с заповедником сотрудничают Институт проблем экологии и эволюции имени А. Н. Северцова РАН, Институт биологии внутренних вод им. И. Д. Папанина РАН, Московский государственный университет имени М. В. Ломоносова, Воронежский государственный университет, Рязанский государственный университет и многие другие организации. В 2009 году в охранной зоне заповедника организован реабилитационный центр (Приют птиц) под руководством к. б. н Романова В. В. по выпуску в природу попавших в беду диких животных.
А вообще же главная научная задача Окского заповедника — изучение естественного хода процессов в неповторимом природном комплексе Мещёры, постепенно сдающей позиции под напором не всегда разумной деятельности человека, сохранение её неповторимого облика, так впечатляюще воспетого К. Г. Паустовским.

## Флора и фауна
Из лесов преобладают сосняки с берёзой и примесью широколиственных пород. В поймах Оки и Пры распространены дубравы. В центре заповедника находится обширное Бабье болото. Флора насчитывает свыше восьмисот видов цветковых и сосудистых споровых растений, среди них 69 редких и 5 исчезающих, в том числе 10 видов орхидных. Здесь же реликтовый очаг водяного ореха — чилима, в котором обнаружено 11 видов. Один вид чилима эндемик. Имеется реликтовый водный папоротник — сальвиния плавающая. Хорошо развита прибрежная и водная растительность.

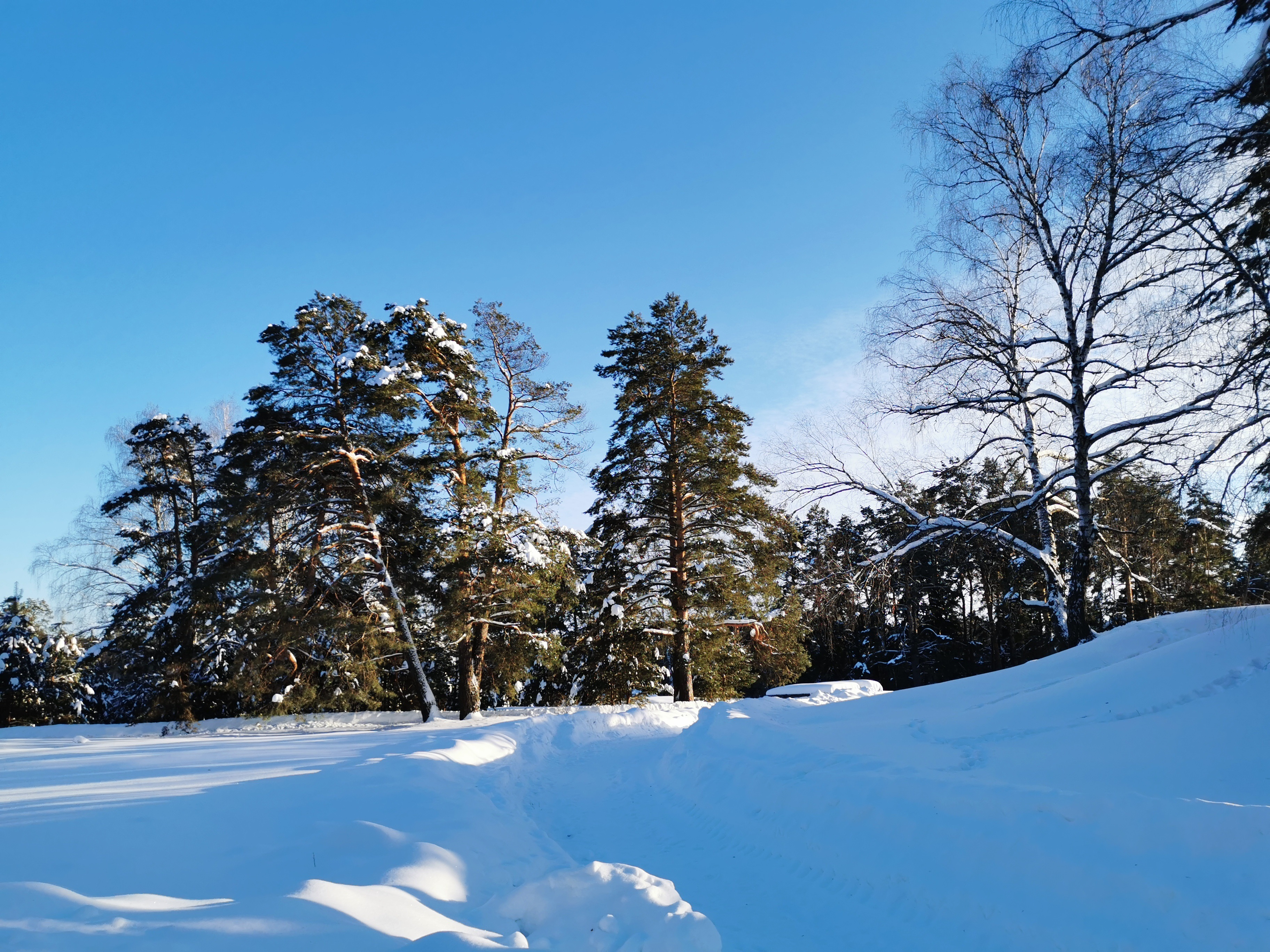
Окский заповедник зимой

На территории заповедника зарегистрировано 266 видов птиц, в том числе: (глухарь, рябчик, тетерев, серый журавль, чёрный аист, серая цапля, большая и малая выпь, кулик-сорока, обыкновенный зимородок, золотистая щурка, орлан-белохвост, скопа, вальдшнеп, чёрный коршун, канюк). Свыше 150 видов — гнездящиеся в заповеднике. Пернатые обитатели болот и водоёмов — утки (главным образом кряква и чирки), гуси, различные кулики (в том числе дупель и бекас), чайки, крачки, цапли, журавли, пастушковые. На окских разливах останавливаются тысячные стаи пролётных водоплавающих птиц. Чёрный аист, скопа, орлан-белохвост, чёрный коршун, ястреб-тетеревятник — редкие и охраняемые ныне птицы, которые гнездятся в заповеднике.
На территории Окского заповедника в 1979 году был организован питомник редких видов журавлей, к числу которых относится находящийся под угрозой исчезновения стерх. Коллекция стерхов формировалась путем поступления особей из природы или получения их из центров разведения. Подросшие птенцы выпускаются в природу в местах обитания вида, незначительная их часть остается в питомнике или отправляется в Центры разведения и сохранения журавлей.
В заповеднике 61 вид млекопитающих: (лось, кабан, европейская косуля, лисица, обыкновенный бобр, европейская норка, выдра, горностай, куница, енотовидная собака, ондатра, белка, летучие мыши). В фауне заповедника насчитывается 39 видов рыб: (окунь, щука, карась, язь, плотва, густера, лещ и др.), 11 — земноводных, 6 — пресмыкающихся.
Фауна амфибий (земноводных) насчитывает 10 видов, рептилий (пресмыкающихся) — 5.
Богатство фауны заповедника обусловлено разнообразием и чередованием ландшафтов и типов растительности. Много летучих мышей, мышевидных грызунов, зайцев, хищных зверей, лосей. Акклиматизирован бобр, плотно заселивший водоёмы заповедника и его окрестностей. Ондатра, енотовидная собака и кабан распространились с соседних территорий и прочно прижились на новоселье. Особое внимание обращается на охрану и изучение выхухоли, ради спасенья которой и был создан заповедник.

## Музей Природы
Одним из центров экологического образования в заповеднике является созданный в 1938 году Музей Природы. Идея его организации принадлежит художнику, натуралисту и таксидермисту Корсакову Владимиру Александровичу.